# Aravis
Aravis is een personage uit Het paard en de jongen en Het laatste gevecht van De Kronieken van Narnia door C.S. Lewis.
Ze is een meisje uit een rijke familie in Calormen, dat volgens haar rechtstreeks van de god Tash afstamt. Haar vader is heerser over een provincie in Calormen, en een vertrouweling van de Tisrok. Als haar stiefmoeder haar wil uithuwelijken aan een oudere man, namelijk de Tarkaan Ahoshta, wil ze zelfmoord plegen, omdat de man oud en lelijk is. Haar paard Winne voorkomt dat, en ze besluiten samen naar Narnia te vluchten.
Onderweg komt ze, als ze moeten vluchten voor de leeuwen, Shasta tegen, die ook op de vlucht is. Op advies van Brie vluchten ze samen verder, al is Aravis niet al te vriendelijk tegen Shasta.
Als ze door Tashbaan heen moeten, komt ze haar vriendin Lasaraline tegen, die haar meeneemt naar haar huis. Ze helpt haar vluchten door het paleis van de Tisrok, waar ze het plan van Rabadash afluisteren om Narnia binnen te vallen. Via de rivier gaat ze naar Shasta, die bij de Graftomben is.
Samen rijden ze door de woestijn naar Archenland, waar ze het laatste stuk worden opgejaagd door een leeuw. Deze verwondt Aravis, waarna Shasta haar te hulp kom. Aravis gaat daarna anders over Shasta denken. De kluizenaar, waar ze heen vluchten, verzorgt haar wonden.
De volgende dag komt Aslan Aravis opzoeken. Hij legt haar uit dat hij de leeuw was, die haar verwondde, omdat door haar, een bediende van haar slagen had gekregen. Later komt Shasta, die nu Coor heet, haar ophalen. Ze gaat op Anvard wonen, waar ze later trouwt met Coor. Haar oudste zoon was Ram de Grote, de beroemdste van de koningen van Archenland.

## Het laatste gevecht
Hier is Aravis in de tuin, in het nieuwe Narnia, samen met haar man Coor en zijn broer Corin en met alle andere helden uit Narnia.